# Académie de Normandie

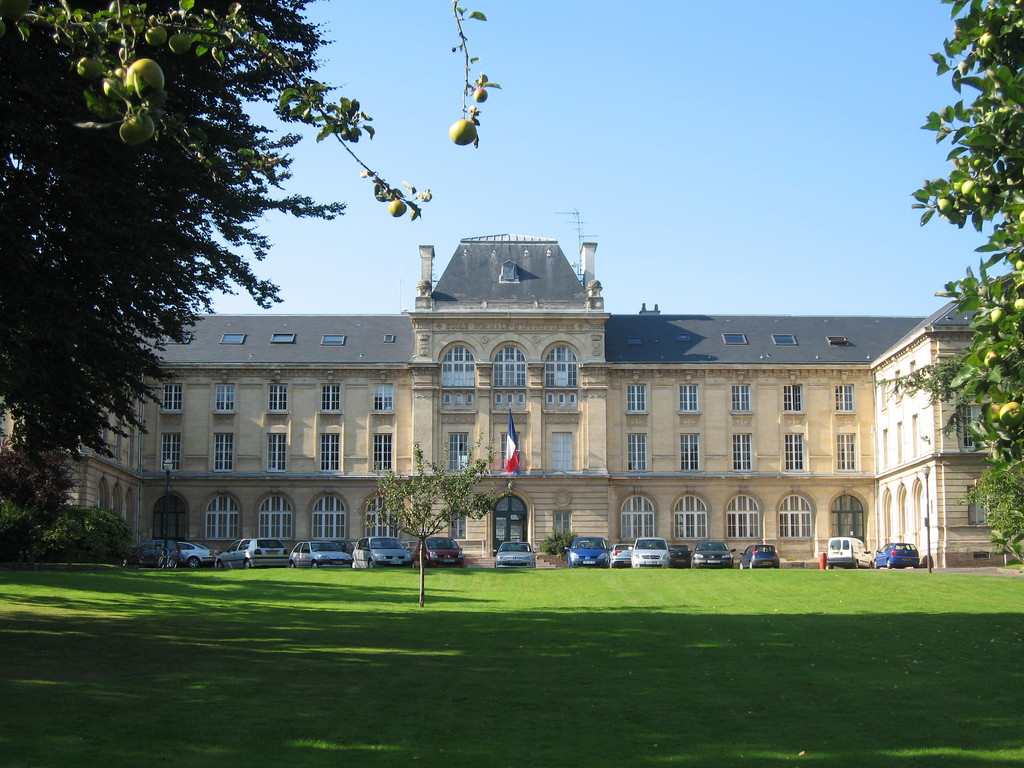
Rectorat de l'académie de Normandie.

L’académie de Normandie est une circonscription éducative française créée en 2020 par regroupement des académies de Caen et de Rouen, dont relèvent l'ensemble des établissements scolaires des départements du Calvados, de l'Eure, de la Manche, de l'Orne et de la Seine-Maritime. Sa rectrice assure en outre la tutelle du service territorial de l'Éducation nationale à Saint-Pierre-et-Miquelon.
Les établissements universitaires de l'académie sont les universités de Caen, du Havre et de Rouen. Les autres établissements publics d'enseignement supérieur de l'académie sont l'ENSICaen, l'ENSAN (co-tutelle avec le ministère de la culture) et l'INSA de Rouen-Normandie.

## Administration
La rectrice est Valérie Cabuil depuis mars 2025. Elle succède à Christine Gavini-Chevet à partir du 26 mars 2025.

## Géographie
Sa superficie est de 29 906 km2, ce qui représente 5,24 % du territoire européen de la France.
L'académie de Normandie fait partie de la zone B pour les congés de l'enseignement scolaire.

## Histoire
L'académie de Normandie correspond à l'académie de Caen telle qu'elle avait été fondée en 1808.
- cf. Académie de Caen et Académie de Rouen

## Liste des recteurs
| Identité           | Période      | Période | Durée |
| Identité           | Début        | Fin     | Durée |
| ------------------ | ------------ | ------- | ----- |
| Valérie Cabuil (d) | 26 mars 2025 |         |       |